# Кјезина (Пистоја)
Кјезина је насеље у Италији у округу Пистоја, региону Тоскана.
Према процени из 2011. у насељу је живело 31 становника. Насеље се налази на надморској висини од 56 м.